# Tiphaura
Tiphaura är ett släkte av skalbaggar. Tiphaura ingår i familjen vivlar.
Kladogram enligt Catalogue of Life:
| Tiphaura | \| \| Tiphaura annonae \| \| \| \| \| \| Tiphaura mendonça \| \| \| \| |
|          | \| \| Tiphaura annonae \| \| \| \| \| \| Tiphaura mendonça \| \| \| \| |
|          | Tiphaura annonae                                                       |
|          |                                                                        |
|          | Tiphaura mendonça                                                      |
|          |                                                                        |